# Журавлёв, Виктор Исидорович
Виктор Исидорович Журавлёв (28 ноября 1932, Николаев — 1 мая 1996, Николаев) — советский футболист, нападающий. Мастер спорта СССР (1952).

## Биография
В футбол начал играть в местной ДЮСШ в 1947 году. Первый тренер — В.И. Восковский.
Выступал за любительский команды города Николаева в первенстве УССР.
Летом 1951 года был приглашён в «Динамо» (Киев). Дебютировал в Классе «А», выйдя на замену в игре с «Динамо» (Ленинград). Всего в высшей лиге провёл 17 игр, забил 3 мяча. В 1952 году в составе «Динамо» становился серебряным призёром чемпионата.
В 1956 году переехал в Станислав. В составе местного «Спартака» участник переходных матчей за выход в класс «А».
В 1958 году Виктор возвращается в Николаев. За «Авангард» / «Судостроитель» проводит более 100 матчей. Становится лучшим бомбардиром команды в 1958, 1960 и 1961 годах. Выводит «корабелов» на матчи с капитанской повязкой. Дважды в составе николаевской команды становится бронзовым призёром зоны (1958 и 1959). В 1960 году занимает в зоне первое место, становится серебряным призёром чемпионата УССР.
В 1962—1963 годах — играющий тренер «Динамо» (Хмельницкий), в 1964—1965 — тренер «Судостроителя».
Далее отошёл от футбола и более 20 лет работал слесарем на ПО «Заря».

## Достижение
- Серебряный призёр чемпионата СССР (1): 1952
- Серебряный призёр чемпионата УССР (1): 1960